# LOX
LOX - Lisil Oxidase - é a enzima responsável pelo alastramento do câncer, um processo conhecido como metástase. Em um estudo publicado na revista Cancer Cell. Os pesquisadores afirmam que essa enzima é crucial na evolução da metástase.
O estudo indica ainda que a incidência de mortes por câncer em muitos casos não ocorre nos tumores iniciais. O problema está nas células que viajam para outras partes do corpo - um processo responsável por 90% das mortes relacionadas à doença.

## Pesquisa
O estudo indica que a LOX atua enviando sinais para preparar a área do corpo que será atingida pelas células cancerígenas. Segundo os cientistas, sem este processo de preparação, o ambiente pode ser muito hostil para possibilitar o crescimento do câncer.
Os pesquisadores do Instituto de Pesquisas do Câncer analisaram o processo em camundongos, mas estão confiantes de que as descobertas poderão ser aplicadas em humanos com diversos tipos de câncer.

## Tratamento
Segundo os responsáveis pela pesquisa, essa descoberta é "a peça chave que estava faltando do quebra-cabeças". Segundo as pesquisas é a primeira vez que uma enzima é identificada como responsável pelo alastramento da doença. Estudos ainda estão sendo feitos com o objetivo de desenvolver uma droga que possa combater a propagação da doença.